# Rogers Pass
Rogers Pass (franska: Col Rogers) är ett bergspass i Kanada.   Det ligger i provinsen British Columbia, i den centrala delen av landet, 3 100 km väster om huvudstaden Ottawa. Rogers Pass ligger 1 320 meter över havet.
Terrängen runt Rogers Pass är huvudsakligen bergig. Rogers Pass ligger nere i en dal. Trakten runt Rogers Pass är nära nog obefolkad, med mindre än två invånare per kvadratkilometer.. 
Trakten runt Rogers Pass består i huvudsak av gräsmarker.